# Kenny Tete
Kenny Tete (Amsterdã, 9 de outubro de 1995) é um futebolista neerlandês que atua como lateral-direito. Atualmente, joga no Fulham.

## Carreira
Em 20 de julho de 2012 Kenny Tete assinou seu primeiro contrato com o Ajax até 30 de junho de 2015. Estreou com a equipe principal em 5 de fevereiro de 2015, na derrota por 1–0 contra o AZ Alkmaar pela Eredivisie.
Em 24 de abril de 2015, Kenny Tete e Ajax chegaram a acordo sobre a prorrogação do seu contrato, com um novo prazo de três anos, até 30 de junho de 2018.

## Seleção Neerlandesa
Estreou pela seleção principal em 10 de outubro de 2015, na vitória por 2–1 sobre o Cazaquistão.

## Estatísticas
Atualizado até 19 de setembro de 2020.

### Clubes
| Equipe            | Temporada         | Campeonato nacional | Campeonato nacional | Copa nacional | Copa nacional | Competições continentais | Competições continentais | Total | Total |
| Equipe            | Temporada         | Jogos               | Gols                | Jogos         | Gols          | Jogos                    | Gols                     | Jogos | Gols  |
| ----------------- | ----------------- | ------------------- | ------------------- | ------------- | ------------- | ------------------------ | ------------------------ | ----- | ----- |
| Ajax II           | 2013–14           | 26                  | 0                   | –             | –             | –                        | –                        | 26    | 0     |
| Ajax II           | 2014–15           | 24                  | 2                   | –             | –             | –                        | –                        | 24    | 2     |
| Ajax II           | 2015–16           | 1                   | 0                   | –             | –             | –                        | –                        | 1     | 0     |
| Ajax II           | 2016–17           | 3                   | 1                   | –             | –             | –                        | –                        | 3     | 1     |
| Ajax II           | Total             | 54                  | 3                   | –             | –             | –                        | –                        | 54    | 3     |
| Ajax              | 2014–15           | 5                   | 0                   | –             | –             | –                        | –                        | 5     | 0     |
| Ajax              | 2015–16           | 21                  | 0                   | 1             | 0             | 9                        | 0                        | 31    | 0     |
| Ajax              | 2016–17           | 5                   | 0                   | 3             | 0             | 11                       | 1                        | 19    | 1     |
| Ajax              | Total             | 31                  | 0                   | 4             | 0             | 20                       | 1                        | 55    | 1     |
| Lyon              | 2017–18           | 22                  | 1                   | 5             | 0             | 4                        | 0                        | 31    | 1     |
| Lyon              | 2018–19           | 13                  | 0                   | 4             | 0             | 3                        | 0                        | 20    | 0     |
| Lyon              | 2019–20           | 18                  | 0                   | 5             | 0             | 5                        | 0                        | 28    | 0     |
| Lyon              | 2020–21           | 1                   | 0                   | 0             | 0             | 0                        | 0                        | 1     | 0     |
| Lyon              | Total             | 54                  | 1                   | 14            | 0             | 12                       | 0                        | 80    | 1     |
| Fulham            | 2020–21           | 1                   | 0                   | 1             | 0             | 0                        | 0                        | 2     | 0     |
| Fulham            | Total             | 1                   | 0                   | 1             | 0             | 0                        | 0                        | 2     | 0     |
| Total na carreira | Total na carreira | 140                 | 4                   | 19            | 0             | 32                       | 1                        | 191   | 5     |

### Seleção Neerlandesa
Expanda a caixa de informações para conferir todos os jogos deste jogador, pela sua seleção nacional.
Sub-17
|    | Data                   | Local                                     | Resultado | Adversário           | Gol(s) | Competição                |
| -- | ---------------------- | ----------------------------------------- | --------- | -------------------- | ------ | ------------------------- |
| 1. | 26 de outubro de 2011  | Stadion Grbavica, Sarajevo                | 3–0       | Bósnia e Herzegovina | 0      | Elim. Europeu Sub-17 2012 |
| 2. | 28 de outubro de 2011  | Stadion Grbavica, Sarajevo                | 4–1       | Letónia              | 0      | Elim. Europeu Sub-17 2012 |
| 3. | 31 de outubro de 2011  | Asim Ferhatović Hase Stadium, Sarajevo    | 0–1       | Inglaterra           | 0      | Elim. Europeu Sub-17 2012 |
| 4. | 2 de fevereiro de 2012 | Estádio Municipal de Albufeira, Albufeira | 1–0       | França               | 0      | Amistoso                  |
| 5. | 6 de fevereiro de 2012 | Estádio Municipal da Bela Vista, Lagoa    | 0–2       | Portugal             | 0      | Amistoso                  |

Sub-19
|    | Data                | Local                            | Resultado | Adversário | Gol(s) | Competição          |
| -- | ------------------- | -------------------------------- | --------- | ---------- | ------ | ------------------- |
| 1. | 20 de julho de 2013 | Estádio Darius e Girėnas, Kaunas | 3–2       | Lituânia   | 0      | Europeu Sub-19 2013 |
| 2. | 23 de julho de 2013 | Alytus Stadium, Alytus           | 1–4       | Portugal   | 0      | Europeu Sub-19 2013 |
| 3. | 26 de julho de 2013 | Alytus Stadium, Alytus           | 2–3       | Espanha    | 0      | Europeu Sub-19 2013 |
| 4. | 5 de março de 2014  | Sportpark Nieuw Zuid, Katwijk    | 2–1       | Espanha    | 0      | Amistoso            |

Sub-20
|    | Data                  | Local                              | Resultado | Adversário | Gol(s) | Competição |
| -- | --------------------- | ---------------------------------- | --------- | ---------- | ------ | ---------- |
| 1. | 11 de outubro de 2014 | Sportpark Skoatterwâld, Heerenveen | 2–3       | Inglaterra | 0      | Amistoso   |
| 2. | 13 de outubro de 2014 | Sportpark De Bosk, Achtkarspelen   | 1–1       | Alemanha   | 0      | Amistoso   |

Sub-21
|    | Data                  | Local                        | Resultado | Adversário | Gol(s) | Competição                |
| -- | --------------------- | ---------------------------- | --------- | ---------- | ------ | ------------------------- |
| 1. | 30 de março de 2015   | Stade Louis Dugauguez, Sedan | 1–4       | França     | 0      | Amistoso                  |
| 2. | 6 de outubro de 2016  | AFAS Stadion, Alkmaar        | 0–0       | Turquia    | 0      | Elim. Europeu Sub-21 2017 |
| 3. | 11 de outubro de 2016 | Ammochostos, Lárnaca         | 4–1       | Chipre     | 0      | Elim. Europeu Sub-21 2017 |

Seleção Principal
|    | Data                  | Local                       | Resultado | Adversário      | Gol(s) | Competição      |
| -- | --------------------- | --------------------------- | --------- | --------------- | ------ | --------------- |
| 1. | 10 de outubro de 2015 | Astana Arena, Astana        | 2–1       | Cazaquistão     | 0      | Elim. Euro 2016 |
| 2. | 13 de outubro de 2015 | Amsterdam Arena, Amsterdã   | 2–3       | Tchéquia        | 0      | Elim. Euro 2016 |
| 3. | 1 de junho de 2016    | PGE Arena Gdańsk, Gdańsk    | 2–1       | Polónia         | 0      | Amistoso        |
| 4. | 4 de junho de 2016    | Ernst-Happel-Stadion, Viena | 2–0       | Áustria         | 0      | Amistoso        |
| 5. | 28 de março de 2017   | Amsterdam Arena, Amsterdã   | 1–2       | Itália          | 0      | Amistoso        |
| 6. | 4 de junho de 2017    | Estádio De Kuip, Roterdão   | 5–0       | Costa do Marfim | 0      | Amistoso        |

## Títulos
Ajax
- Eredivisie: 2013–14